# ファントム!
『ファントム!』は大斗改の漫画作品である。ポプラ社の月刊漫画誌『プレコミックブンブン』で2004年1月号から2006年5月号まで連載されていた。

## 概要
舞台は今から約100年後の地球。人間でも動物でもない超生物ファントムが現れる。戦争がなくなり武器を持たなくなった人間たちはあっという間に侵略されてしまう。地球の地形が変化していったり多くの人間がファントムに殺されていく中、人間たちもネビロスという連盟を作りファントムと戦っていく。

## 登場人物

### エイプとその仲間
エイプ
本名はファントム・エイプ。人間の母親とファントムの父親の間に生まれたハーフ。尻尾、爪、角、牙を武器として使うが、物語中盤からは爪、角、牙を封印し、尻尾だけを徹底的に鍛えるようになった。ファントムの力の源「コアボール」を食べることで凶暴化する。得意技は「やじるシッポ」。
一人称は「オレ」。好物はおにぎり。何かと問題を起こすトラブルメーカー。10歳。
ブラック・ホール
ネビロス所属のトップクリーナーで、イースト支部所属。クリーナーNo.666。必殺技は名前を呼んで返事をした相手を吸い込む「ブラック・ホール」。
かつては9人家族（父ブルー、母レッド、祖父ゴールド、祖母シルバー、兄グリーン、姉ピンク、おじブラウン、おばホワイト、ブラック。※親等順）だったが、ブラック以外は正体不明のファントムに殺されてしまった。表向き（主にネビロス関係者の前）ではエイプとチトを「自分の教え子」として通しているが、当の二人はかなり嫌がっていた。
一人称は「私（昔の時の回想では「僕」）」。好物は甘いもの。そのため、反対の辛党のチトとは料理にすれ違いがある（チトがカレーにとうがらしやラー油など辛い物を入れるのに対し、ブラックは水飴や砂糖など甘い物を入れ、仕上げにエイプがマヨネーズを入れたためまずくなった）。21歳。
チト
ファントム封印師・イェンの娘で、108のお札術を覚えるためにエイプ達と共に旅をする少女。得意技はお札術の「お札ハリセン」「お札ガムテープ」など。旅をするうちに次第に経験値が上がっていった。
一人称は「私」。大の辛党で、甘党のブラックとは料理にすれ違いがある。10歳。

### ネビロス
ファントムを倒すために人間が結成した国際退治連盟。総帥ダブルヘッドと9人のトップクリーナー（ファントム退治人）を中心として活動している。モットーは「気をつけろ ファントムみんな やっつけろ」「ファントムを いっぱい倒して 平和だよ」。
ダブルヘッド
ネビロス総帥の2人の男女。
No.000
数年前にネビロスを辞めた伝説のトップクリーナー。魔法使いと仙人を組み合わせたような姿をしている。
ブー子
中央本部所属のトップクリーナー。クリーナーNo.111。No.000の一番弟子の豚の女の子。治癒魔法が得意。
ハテナ
→ファントム
マザーソード
ウエスト地方所属のトップクリーナー。クリーナーNo.333。
体中に剣を装備した貴婦人で、鼻毛を剣に変える能力を持つ。実の息子をファントムに殺されており、ファントムに復讐する為にネビロスに入った。最初はエイプを悪のファントムだと思っていたが、エイプの過去を聞く事により心動かされ、擬似親子としてエイプを抱きしめた。
サン・ジェルマン伯爵
ウエスト地方所属のトップクリーナー。クリーナーNo.444。
「太陽の貴公子」の異名を持つ美青年。ハゲ頭で光を反射させる技を持つが太陽が出ている日中までしか攻撃は有効ではないため、そこをつかれブラックとチトに敗北する。
ゴーゴー・ゴーリキー
イースト地方所属のトップクリーナー。クリーナーNo.555。
真実の口を模したような仮面と、鎧を全身に纏っている大男。素顔を見られるのを何より嫌うが、仮面と素顔はそっくりである。自分より優秀なブラックを（素顔を見られたこともあって）憎んでいて、常にネビロスから追放させることを考えている。得意技は肩のマーライオンから水を発射する「ハイドロ・キャノン」「ハイドロ・ショットガン」など。
パンプキン・ヘッド
サウス地方所属のトップクリーナー。クリーナーNo.777。
めんこを武器として使う。Sでもある。
バク・ダンゴ
サウス地方所属のトップクリーナー。クリーナーNo.888。
村を吹き飛ばすほどの威力を持つ「バクダンゴ」という爆弾団子が武器。第19怪ではバクダンゴでエイプを追い詰めるが、最後は自分のバクダンゴに吹き飛ばされてしまう。オカマ口調で話す。
ボーイ
ノース支部所属のトップクリーナー。クリーナーNo.999。
スイカ頭。発した言葉が衝撃音波になる特異体質（文字通りの「コトバの暴力」）のため、生まれてすぐに両親に捨てられ、本部で育てられた。エイプと友達になり、ファントムに対する認識を改める。

### ファントム
突然地球に現れた謎の超生物。ファントム大魔王を中心とし、多くの人間を虐殺している。
ファントム大魔王
ドッグ
ファントム大魔王の腹心だが、実はコアボールを食べたため凶暴化したエイプの双子の兄。第26怪でコアボールを吐き出すことにより、記憶を取り戻す。
得意技は2本の尻尾を槍のように使う「テイルランス」。記憶を取り戻してからは、一人称が「オレ」から「ボク」になった。好物はムカデの丸焼き。
ドキドキ親衛隊
ドッグの世話をする土偶と埴輪のファントム。ドッグの部下として働かされていただけで、本来は悪いファントムではない。
得意技は「ドキドキ分身」。
ハテナ
ノース支部所属のトップクリーナー。クリーナーNo.222。
ダブルヘッドに忠誠を誓っているようだが、実は大魔王にスパイとして派遣された不死身のファントム。どんな怪我をしても脱皮をすれば傷は全快する。しかし脱皮をするほど自分自身の体が小さくなっていき、最終的には細菌よりも小さくなってしまった。
タプキチ
人に危害を加えない良いファントム。最終決戦ではエイプに力を貸した。
スコルピョン
人に危害を加えない良いファントム。最終決戦ではエイプに力を貸した。
スカタンケイル
第1怪登場。チトの父の命と引き換えに、リンチェイ村の寺院に5年間封印されていた骸骨型のファントム。大食い。
バブルガム
第2怪登場。チャンツィ河に潜んでいた泡のファントム。身長は100mと巨大。熱に弱いらしい。
サンゲリアビヨンドホワイトヴュードュリヤンヴィーナイトオブザリビングデドアストロビーストオブブラッドロームゴングエルザップマンシューヒリカリブゾンビデモンズザフォッグトメァシティナチズドクターブッチャボチウラノイエジゴイエクリプショーイビルドコメバタリアンヴァーサスデッドリーフレンドゴーストライダーズキャプテンスーパートコップマニアックリアニメーターブレインデッド
第3怪登場。ゾウとキリンとヘビを組み合わせたようなファントム。名前がとにかく長く、ブラックは最初舌を噛んでしまい封印できなかった。
ドリルファイブ
第4怪登場。五人組のドリル型ファントム。落とし穴を仕掛けて獲物を手に入れるが、単体では弱い。
ラビットボウル
第5怪登場。コアボールそっくりのウサギファントム。ブラックのケースの中に紛れ込んでいた。
カメレメレオン
第8怪登場。体を周りの景色にカモフラージュさせ、人間を体内に取り込む正体不明のファントム。その正体は巨大な三つ目のカメレオン。
キノコノキ
第13怪登場。ファンガス村を襲ったキノコ型のファントムで、頭から胞子を放出し人間をキノコにする。毒キノコが好物。
サキイカ
第16怪登場。超大河に住んでいるイカ型ファントム。体全体が刃物になっていて、何でも切り裂く。ひっぱりだこと仲が悪く、その結果自滅してしまう。野球は巨人。
ひっぱりだこ
16怪登場。超大河に住んでいるタコ型ファントム。足が吸盤になっていて、何でも水中に引っぱり込む。サキイカと仲が悪く、その結果自滅してしまう。野球は阪神。
クロックラクーン
第17怪登場の読者キャラ。カチカチ山に住んでいるタヌキ型の子連れファントム。子供を守るために時間を戻す能力を使って、カチカチ山に入る人間を追い出していた。得意料理はたぬきそば。
ファントム軍団
中央都市を攻めるために出動したファントム軍団。マザーソードの攻撃により全滅する。
名称不明のファントム
ブラックの家族を皆殺しにした正体不明のファントム。なぜかブラックと同じ能力を持ち、ブラックの家族を全員殺した。

## 各話タイトル
1. スーパーおてんば娘テト
2. 泡の河の恐怖
3. ブラックVSはやくちことば
4. 恐怖の落とし穴
5. ブラックの失敗
6. ゴーゴー・ゴーリキー
7. ポンコツ村の大時計
8. トリックファントム カメレメレオン
9. 復しゅうのトラップアーマー
10. エイプとドッグ
11. チトの決断
12. ゴールデンアックスの泉
13. キノコの村
14. とっておきの修行法
15. タルタル山ぞく団のとりで
16. ファントムのケンカ
17. カチカチ森のタヌキさん
18. トップクリーナー全員集合！
19. 逃げろ！
20. ブラックとエイプ
21. 友だち1号
22. ブラックの決意
23. 再開
24. 母ちゃんの思い出
25. 超コアボールの力
26. 2度目の決戦
27. 伝説のトップクリーナー
28. ファントム大魔王
29. 新たな旅だち

## 単行本収録時に変更された点
第一巻のブラックの失敗の巻の最後のページの一コマのエイプの台詞が、「いつブラックが解雇されるか賭けようぜ♪オレ一ヶ月後」と発言しているコマと、次のブラックが「アホはほっといていくぞ」と発言し、エイプをボコボコにしているコマが「じゃあ、行こうぜ！」とエイプが言って、最後のコマになっている（ブラックのコマはカット）に差し替えてある。